# اولریکه ۸۸۵

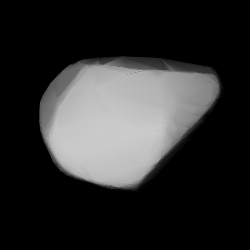
مدل سه‌بُعدی سیارک اولریکه ۸۸۵ بر اساس منحنی نور آن

سیارک ۸۸۵ (به انگلیسی: 885 Ulrike، نامگذاری:1917CX) هشتصد و هشتاد و پنجمین سیارک کشف شده‌است که در ۲۳ سپتامبر ۱۹۱۷ و در رصدخانه سایمیز کشف شد.
قدر مطلق سیارک برابر ۱۰٫۷۰ است.